# Todirostre à tête noire
Todirostrum nigriceps
Espèce
Statut de conservation UICN

 LC  : Préoccupation mineure
Le Todirostre à tête noire (Todirostrum nigriceps) est une espèce de passereaux de la famille des Tyrannidae.

## Distribution
Cet oiseau vit entre le versant caribéen du Costa Rica, l'ouest de l'Équateur et le nord-ouest du Venezuela.

## Systématique
Cette espèce est monotypique selon la classification de référence du Congrès ornithologique international (version 9.1, 2019).